# Podgłazik bukowinowy
Podgłazik bukowinowy (Domene scabricollis) – gatunek chrząszcza z rodziny kusakowatych i podrodziny żarlinków.
Gatunek ten opisany został po raz pierwszy w 1840 roku przez Ernsta Gustava Erichsona jako Lathrobium scabricollis.
Chrząszcz o wydłużonym, trochę wypukłym ciele długości od 6,5 do 7 mm, ubarwiony czarno z żółtoczerwonymi: czułkami, aparatem gębowym i odnóżami. Głowa jest okrągła w zarysie, silnie przewężona z tyłu, o skroniach kilkakrotnie dłuższych niż średnica oka. Aparat gębowy cechuje płytkie i łukowate wycięcie pośrodku przedniego brzegu wargi górnej, krępe i sierpowate żuwaczki oraz słabo widoczny ostatni człon głaszczków szczękowych. Powierzchnia głowy i przedplecza, z wyjątkiem bardzo krótkiej linii środkowej w tyle tego drugiego, jest gęsto i chropowato pokryta punktami, łączącymi się w podłużne bruzdy. Obrys przedplecza jest owalny, zwężony ku tyłowi. Pokrywy mają powierzchnię błyszczącą, silnie i gęsto punktowaną, a brzegi nieco podwinięte na spód ciała. Poniżej barku pokryw bierze początek podłużna listewka ciągnąca się ponad epipleurami. Skrzydła tylne są zupełnie zanikłe. Przednia para odnóży ma silnie zgrubiałe uda z guzowatym zębem, pasującym do wgniecenia u nasady goleni oraz stopy o rozszerzonych czterech początkowych członach. Punktowanie odwłoka jest gęste i bardzo delikatne, a jego kształt rozszerzony ku tyłowi. Odwłok samca ma szósty sternit z podłużnym wgnieceniem pośrodku i trójkątnym wcięciem na tylnym brzegu.
Owad znany ze wschodniej Francji, Niemiec, Szwajcarii, Austrii, północnych Włoch, południowej Polski (Sudety, Karpaty i lasy wyżynne przedgórzy), Czech, Słowacji, Węgier, Słowenii, Chorwacji, Bośni i Hercegowiny. Gatunek endemiczny dla gór i przedgórzy środkowej części Europy i Bałkanów. Zasiedla głównie buczyny, ale występuje też w reglu górnym i piętrze kosodrzewiny. Bytuje w ściółce, wśród mchów, w butwiejącym drewnie i zmurszałych pniakach (gatunek saproksyliczny), pod korą, a na wyższych rzędnych pod kamieniami.